# جويسي لوماليسا
جويسي لوماليسا موتامبالا (بالفرنسية: Joyce Lomalisa)‏ (مواليد 18 يونيو 1993) هو لاعب كرة قدم من جمهورية الكونغو الديمقراطية، يلعب حاليًا كمدافع مع نادي فيتا.

## مسيرته الدولية
لعب جويسي أول مباراة دولية له أمام زامبيا يوم 6 نوفمبر 2015، ولعب المباراة كاملة حينها.

## الألقاب
فيتا
- الدوري الوطني الكونغولي (1): 2015

## روابط خارجية
- جويسي لوماليسا على موقع قاعدة بيانات كرة القدم.إي يو (الإنجليزية)
- جويسي لوماليسا على موقع ناشيونال فوتبول تيمز (الإنجليزية)
- جويسي لوماليسا على موقع Soccerway.com (الإنجليزية)